# Bisexualitat
La bisexualitat és l'orientació sexual que fa referència al desig sexual o romàntic cap a les persones independentment del seu gènere, no necessàriament de la mateixa forma, amb la mateixa intensitat ni al mateix temps.
Dins de la tradició occidental, fins al segle xvii el concepte de bisexualitat, com tampoc el concepte d'heterosexualitat, no existia, fins que el món mèdic i religiós va decretar que l'única sexualitat «normal» i lícita era l'acte procreatiu dins del matrimoni. Actualment, hi ha una teoria que la situa dins de la fluïdesa sexual, segons la qual les persones poden preferir indistintament homes i dones, o només homes o només dones en diferents instants i èpoques vitals.
A mitjan segle xx Alfred Kinsey (1894-1956) fou un dels primers a estudiar la sexualitat de manera descriptiva i no pas amb un esquema normatiu preestablert. En l'Informe Kinsey, publicat en dos toms: Comportament sexual de l'home (1948) i Comportament sexual de la dona (1953), palesa que la població se situa en una dispersió contínua i gradual, entre els dos pols d'exclusivament heterosexual cap a exclusivament homosexual. Segons L'escala Kinsey de 1948, el 5%-10% de la població es considera com a exclusivament heterosexual o homosexual, de manera que la resta és més o menys bisexual. Un 5% es troben al bell mig, amb una preferència igual.
La bifòbia és un neologisme que fa referència al rebuig cap a les persones bisexuals o cap a la bisexualitat mateixa. Són abifobes els adeptes a la concepció binària de l'ésser humà que refusen qualsevol mode de vida que en difereix.

Bandera de l'orgull bisexual

## Símbols
El 1998, Michael Page creà la bandera de l'orgull bisexual: consta de tres colors, magenta, lavanda i blau. El Dia internacional de la bisexualitat se celebra cada 23 de setembre des de l'any 1999. El 23 de setembre es commemora la mort de Sigmund Freud l'any 1939, el primer teòric que va parlar sobre l'existència de la bisexualitat.
Un altre símbol amb un esquema de colors semblant és un parell de triangles rosat i blau superposats, que formen un color porpra o lavanda on s'encreuen. Aquest disseny és una expansió del triangle rosa, un símbol molt conegut per la comunitat homosexual. Tanmateix, alguns individus bisexuals s'hi oposen a l'ús, ja que era el símbol que el règim d'Adolf Hitler utilitzava per etiquetar i perseguir els homosexuals. En resposta, es va idear un símbol de doble lluna creixent específicament per evitar l'ús dels triangles. Aquest símbol és comú a Alemanya i als països propers.

## Història

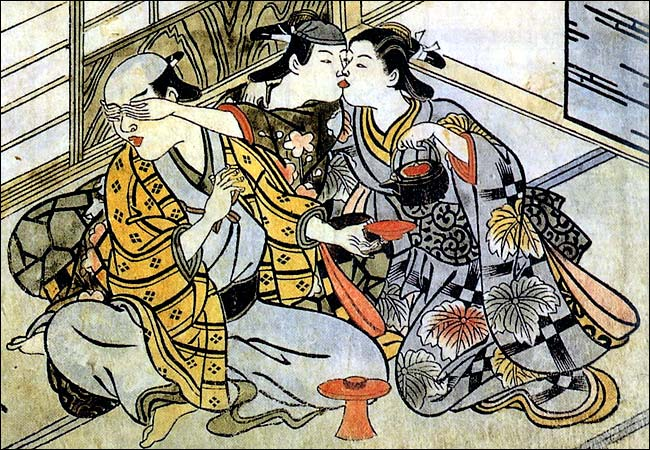
Shudo (pederàstia japonesa): un home jove entreté a un amant major, tapant-li els ulls mentre besa furtivament a una serventa

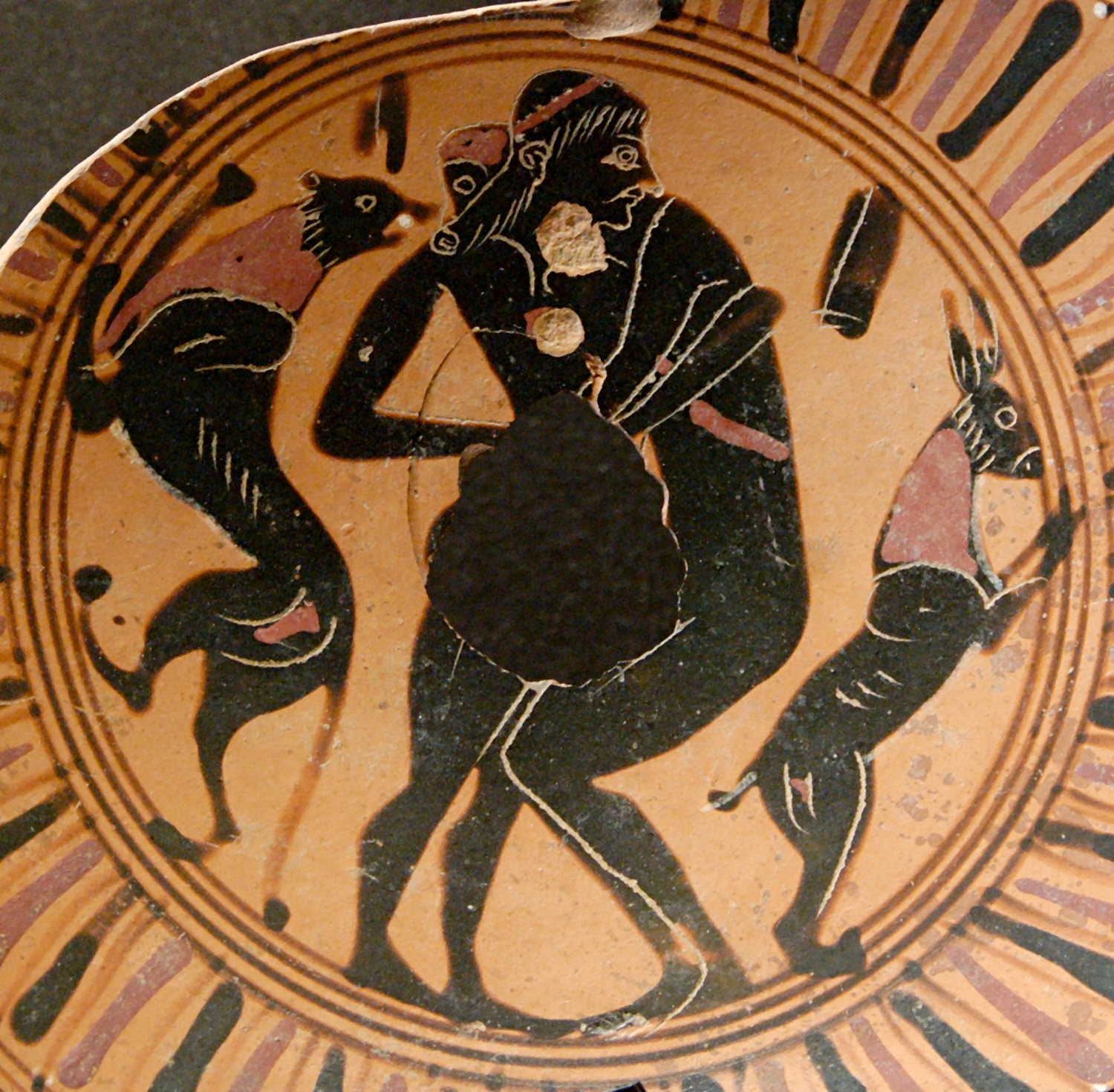
Jove i adolescent practicant sexe intercrural, fragment de copa àtica de figura negra, 550 aC-525 aC, Louvre

Els antics grecs i romans no associaven les relacions sexuals amb etiquetes ben definides, com fa la societat occidental moderna. Els homes que tenien amants masculins no eren identificats com a homosexuals, i podien tenir esposes o altres amants femenines.
Els textos religiosos de l'antiga Grècia, que reflecteixen les pràctiques culturals, incorporaven temes bisexuals. Els subtextos variaven, des de la mística fins a la didàctica. Els espartans pensaven que les relacions amoroses i eròtiques entre els soldats experimentats i els novells consolidarien la lleialtat en el combat i la cohesió de la unitat, i fomentarien les tàctiques heroiques mentre els soldats competien per impressionar els seus amants. Quan els soldats més joves aconseguien la maduresa, se suposava que la relació no havia de ser sexual, però no és clar fins a quin punt es complia estrictament. Els joves que continuaven les relacions amb els seus mentors fins a l'edat adulta estaven estigmatitzats. Per exemple, Aristòfanes els qualifica d'euryprôktoi, que significa 'culs amples', i els descriu com a dones.
De la mateixa manera, en l'antiga Roma, el gènere no determinava si una parella sexual era acceptable, sempre que el gaudi d'una persona no envaís la integritat d'una altra. Era socialment acceptable que un home romà nascut lliure desitgés tenir relacions sexuals amb parelles tant femenines com masculines, sempre que assumís el paper de penetrador. La moralitat del comportament depenia de la posició social de la parella, no del gènere en si. Tant les dones com els homes joves es consideraven objectes normals del desig, però fora del matrimoni se suposava que un home havia d'actuar segons els seus desigs només amb esclaus, prostitutes (que sovint eren esclaves) i els infames. Era immoral mantenir relacions sexuals amb l'esposa d'un altre home nascut lliure, la seva filla fadrina, el seu fill menor d'edat o amb el mateix home; l'ús sexual de l'esclau d'un altre home estava subjecte al permís del propietari. La falta d'autocontrol, fins i tot en la gestió de la vida sexual, indicava que un home era incapaç de governar els altres; massa indulgència en el "baix plaer sensual" amenaçava d'erosionar la identitat de l'home d'elit com a persona culta.
Alfred Kinsey realitzà les primeres grans enquestes sobre el comportament homosexual als Estats Units durant la dècada de 1940. Els resultats van escandalitzar els lectors de la seva època perquè feien que el comportament i les atraccions cap al mateix sexe semblessin molt comuns. El 1948, publicà una obra anomenada Sexual Behavior in the Human Male (El comportament sexual en l'home humà): afirmava que entre els homes "gairebé la meitat (46%) de la població realitza activitats tant heterosexuals com homosexuals, o es mostra atret davant persones de tots dos sexes, en el transcurs de la seva vida adulta", i que "el 37% del total de la població masculina té almenys alguna experiència homosexual declarada, fins al punt d'arribar a l'orgasme des de l'inici de l'adolescència". Al mateix Kinsey no li agradava l'ús del terme bisexual per a descriure els individus que es dediquen a l'activitat sexual tant amb homes com amb dones; preferia utilitzar bisexual en el sentit original i biològic com a hermafrodita; afirmava: "Fins que no es demostri [que] el gust per una relació sexual depèn del fet que l'individu contingui dins de la seva anatomia tant estructures masculines com femenines, o capacitats fisiològiques masculines i femenines, és desafortunat considerar tals individus bisexuals". Tot i que investigadors més recents creuen que Kinsey sobreestimà l'índex d'atracció cap al mateix sexe, el seu treball es considera pioner i una de les recerques sexuals més conegudes de tots els temps.

## Percepcions i discriminació
Com a LGBT, els bisexuals sovint s'enfronten a la discriminació. A més de la discriminació associada a l'homofòbia, els bisexuals sovint lluiten amb la discriminació d'homes gais, lesbianes i societat heterosexual al voltant de la paraula bisexual i identitat bisexual. La creença que tothom és bisexual, o que la bisexualitat no existeix com a identitat única, és comuna. Això deriva de dues visions: en la visió heterosexista, es presumeix que les persones estan atretes sexualment pel sexe oposat, i que una persona bisexual és simplement una persona heterosexual que està experimentant sexualment. Des de la visió monosexista, es creu que les persones no poden ser bisexuals si no és que se senten igualment atretes pels dos sexes, regulant l'orientació sexual a ser sobre el sexe o el gènere que es prefereix. En aquest punt de vista, les persones són exclusivament homosexuals (gais/lesbianes) o exclusivament heterosexuals, persones homosexuals a l'armari que volen semblar heterosexuals, o heterosexuals que estan experimentant amb la seua sexualitat.
L'esborrat bisexual (o invisibilitat bisexual) és la tendència a ignorar, eliminar, falsificar o reexplicar l'evidència de la bisexualitat en la cultura, la història, el món acadèmic, els mitjans de comunicació i altres fonts primàries. En la seua forma més extrema, l'esborrat bisexual inclou negar que existisca la bisexualitat. Sovint és una manifestació de bifòbia, tot i que no necessàriament implica un antagonisme manifest.
Actualment, hi ha una major inclusió i visibilitat dels bisexuals, especialment en la comunitat LGBT. La psicòloga estatunidenca Beth Firestone escriu que des que va escriure el seu primer llibre sobre la bisexualitat, l'any 1996, "la bisexualitat ha guanyat visibilitat, tot i que el progrés és desigual i la consciència de la bisexualitat encara és mínima o absent en moltes de les regions més remotes del nostre país, i internacionalment."⁣
Als Estats Units, una enquesta de Pew de 2013 va mostrar que sols el 28% dels bisexuals afirmaven que "totes o la majoria de les persones importants de la seua vida són conscients que són LGBT", enfront del 77% dels homes gais i el 71% de les lesbianes. A més, desglossats per gènere, només el 12% dels homes bisexuals van dir que havien sortit de l'armari enfront del 33% de les dones bisexuals.